# Ayaka Kikuchi
Ayaka Kikuchi –en japonés, 菊池彩花, Kikuchi Ayaka– (Minamiaiki, 28 de junio de 1987) es una deportista japonesa que compite en patinaje de velocidad sobre hielo. 
Participó en dos Juegos Olímpicos de Invierno, obteniendo una medalla de oro en Pyeongchang 2018, en la prueba de persecución por equipos (junto con Miho Takagi, Ayano Sato y Nana Takagi), y el cuarto lugar en Sochi 2014, en la misma prueba.
Ganó una medalla de oro en el Campeonato Mundial de Patinaje de Velocidad sobre Hielo en Distancia Individual de 2015.

## Palmarés internacional
| Juegos Olímpicos                           | Juegos Olímpicos            | Juegos Olímpicos | Juegos Olímpicos        |
| Año                                        | Lugar                       | Medalla          | Prueba                  |
| ------------------------------------------ | --------------------------- | ---------------- | ----------------------- |
| 2018                                       | Pyeongchang (Corea del Sur) | Medalla de oro   | Persecución por equipos |
| Campeonato Mundial en Distancia Individual |                             |                  |                         |
| Año                                        | Lugar                       | Medalla          | Prueba                  |
| 2015                                       | Heerenveen (Países Bajos)   | Medalla de oro   | Persecución por equipos |